# Vrbovec Samoborski
Vrbovec Samoborski – wieś w Chorwacji, w żupanii zagrzebskiej, w mieście Samobor. W 2011 roku liczyła 271 mieszkańców.